# The Admiral Was a Lady
The Admiral Was a Lady is een Amerikaanse film uit 1950.

## Verhaal
Een film over 4 mannen die houden van plezier maken, het haten om te werken, en alle 4 willen ze met the Admiral trouwen.

## Cast
| Acteur         | Personage                  |
| -------------- | -------------------------- |
| Edmond O'Brien | Jimmy Stevens              |
| Wanda Hendrix  | Jean Madison (the Admiral) |
| Rudy Vallee    | Peter Pedigrew             |
| Johnny Sands   | Eddie Hoff                 |
| Steve Brodie   | Mike O'Halloran            |
| Richard Erdman | Oliver 'Ollie' Bonelli     |